# Ян Плахта
Ян Плахта (пол. Jan Płachta) — польський чиновник у період Другої Польської Республіки.
Працював старостою Бучацького (1930-ті рр.), Золочівського (1934—1938) та Чортківського (1937) повітів.
У липні 1937 р. почалася відпустка.